# زانگه (استان وارمی-ماسوری)
زانگه (به لهستانی:  Zanie) یک روستا در لهستان است که در گمینا کالینووو واقع شده‌است. زانگه ۱۴۰ نفر جمعیت دارد.